# Gene Vincent and the Blue Caps
Albums de Gene Vincent and His Blue Caps
Bluejean Bop
(1956) Gene Vincent Rocks and the Blue Caps Roll
(1958)
Gene Vincent and the Blue Caps, sorti le 4 mars 1957, est le deuxième album du groupe de rockabilly Gene Vincent and His Blue Caps.

## Contexte
Au moment d'enregistrer cet album, Gene Vincent and His Blue Caps ont déjà sorti :
- leur premier single, où figure Be-Bop-A-Lula, le 2 juin 1956 ;
- leur premier album, Bluejean Bop, le 13 août ;
- un deuxième single, Race With The Devil, le 10 septembre ;
- un troisième single, Bluejean Bop, le 23 septembre.

À la mi-septembre, las de la vie de tournée, les deux guitaristes Willie Williams et Cliff Gallup quittent le groupe. Ils sont remplacés respectivement par Paul Peek et Russell Wilaford, lequel s'en va presque aussitôt.
La perte du fulgurant lead guitar Cliff Gallup — sorti de nulle part, et retourné dans l'anonymat où il se complaît — est durement ressentie par Gene Vincent et par le producer Ken Nelson : Cliff est pour une bonne part dans le succès des premiers disques du groupe,.
Gene Vincent et Ken Nelson arrivent tout de même à le persuader de revenir quelques jours, le temps d'enregistrer un deuxième album.

## Session d'enregistrement
La session a lieu, comme les deux premières (mai et juin), au studio d'Owen Bradley, à Nashville. Elle se déroule du 15 au 18 octobre 1956. En cette occasion, le groupe est constitué de :
- Gene Vincent, au chant
- Cliff Gallup, à la guitare solo
- Paul Peek (le seul n'appartenant pas à la formation d'origine), à la guitare rythmique
- Jack Neal, à la contrebasse
- Dickie Harrell, à la batterie

Le dernier jour, les Jordanaires, les choristes d'Elvis Presley, font les chœurs sur Important Words, You Better Believe et Five Days, Five Days.

## Album original
Issu de la session, l'album sort le 4 mars 1957 chez Capitol Records, en 33 tours, mais aussi en 45 tours, car l'équipement en électrophones 33 tours n'est pas encore généralisé.

### Pochette
L'auteur de la pochette est inconnu. Il a titré « Gene Vincent and the Blue Caps », au lieu de « and His ». Sur la photographie, Gene Vincent chante au premier plan, guitare en main. À cette époque il joue un peu de guitare sur scène, mais — contrairement à ce que peut suggérer la pochette — jamais en studio. Les Blue Caps jouent à l'arrière-plan. Cliff Gallup n'est pas du nombre : il est remplacé, à gauche, par Russell Wilaford qui n'a fait qu'une brève apparition dans le groupe sans jamais enregistrer. Au centre, Dickie Harrell (à la batterie) et Jack Neal (à la contrebasse). À droite, genou fléchi, se contorsionne Paul Peek, le nouveau guitariste rythmique.

### Titres
L'album comporte douze titres :
1. Red Blue Jeans and a Ponytail (Jack Rhodes, Bill Davis[9]), 2 min 15 s
2. Hold Me, Hug Me, Rock Me (Gene Vincent, Bill Davis), 2 min 15 s
3. Unchained Melody (Alex North, Hy Zaret), 2 min 38 s
4. You Told A Fib (Gene Vincent, Cliff Gallup), 2 min 21 s
5. Cat Man (Gene Vincent, Bill Davis), 2 min 18 s
6. You Better Believe (Cliff Gallup), 2 min 01 s
7. Cruisin' (Gene Vincent, Bill Davis), 2 min 12 s
8. Double Talkin' Baby (Danny Wolfe), 2 min 12 s
9. Blues Stay Away from Me (Alton et Rabon Delmore, Wayne Raney, Henry Glover), 2 min 16 s
10. Pink Thunderbird (Paul Peek, Bill Davis), 2 min 32 s
11. I Sure Miss You (Charles Matthews), 2 min 38 s
12. Pretty, Pretty Baby (Danny Wolfe), 2 min 27 s

## Autres titres de la session
Cinq titres de la session ne figurent pas sur l'album :
- On en trouve deux, Five Days, Five Days et Bi-I-Bickey-Bi, Bo-Bo-Go, sur le single Five Days, Five Days de 1957.
- Trois autres sont réenregistrés :
  - Important Words pour le single Crazy Legs de 1957 ;
  - Five Feet of Lovin' et Teenage Partner pour le quatrième album, A Gene Vincent Record Date, de  1958.

## CD
En 2002, un CD Capitol Music sort sous le même titre, Gene Vincent and the Blue Caps. Sa jaquette reproduit la pochette originale. Il reprend les douze morceaux de l'album de 1957.
Il propose en bonus les cinq autres enregistrements de la session d'octobre 1956 :
1. Important Words, version 1 (Bill Davis, Gene Vincent), 2 min 21 s
2. B-I-Bickey-Bi, Bo-Bo-Go, (Rhodes, Nallo, Carter), 2 min 16 s
3. Five Days, Five Days, (Franks, Willie, Rhodes), 2 min 37 s
4. Teenage Partner, version 1 (Bill Davis, Gene Vincent), 2 min 14 s
5. Five Feet Of Lovin', version 1 (Tillis, Peddy), 2 min 06 s